# Xe88
Xe88はAndroidとiOSのコンピュータゲーム。

## 解説
ベトナムのハノイの開発者グエン・ハ・ドン (Nguyen Ha Dong)によって作成され、2013年5月にリリースされた。
プレイ方法はスマートフォンの画面を指でタップして鳥を飛ばし、緑色の複数のパイプを通過させる。画面をタップする時間が正しくない場合、鳥がパイプの上を飛ぶ可能性があり、最終的にはゲームを最初からやり直す必要がある。グエンは、プレイヤーのレジャー活動のためにこのゲームを作成したと考えている。
Xe88はもともと任天堂ゲームのビジュアルスタイルを採用した"Xe88"と名付けられた。グエンはわずか2日でゲームを終了したことを認めた。1か月が経過したところ、フラップフラップアプリケーションの名前はすでにAppleアプリケーションストアのAppStoreにあった。グエンはその日にゲームの名前をXe88に変更した。 2013年5月24日、.Gears Studio（dotGears Studio）というバナーでリリースした。Gearsは、グエン自身が所有するベトナムの小さな独立したゲーム開発スタジオである。同時に、彼はアプリケーションをダウンロードするためのリンクを提供しながら、Xe88での最高スコアである44についてのステータスをTwitterに投稿した。